# Sabotage (2014)
Sabotage ist ein US-amerikanischer Actionfilm aus dem Jahr 2014 von David Ayer mit Arnold Schwarzenegger in der Hauptrolle. Der Film hatte am 26. März 2014 in den US-amerikanischen Kinos Premiere. Der deutsche Kinostart war am 10. April 2014.

## Handlung
John Wharton („Breacher“) leitet eine Spezialeinheit (Special Operations Team, SOT) der Drogenbekämpfungsbehörde DEA. Die Teammitglieder sind James Murray („Monster“) und dessen Frau Lizzy Murray, Joe Philips („Grinder“), Julius Edmonds („Sugar“), Eddie Jordan („Neck“), Tom Roberts („Pyro“), Bryce McNeely („Tripod“) und Smoke Jennings. Zu den Hauptaufgaben der SOT-Einheit gehören bewaffnete Einsätze an der vordersten Front des Kriegs gegen die Drogen.
Bei einer Razzia in einer Kartell-Festung, bei der Smoke erschossen wird, unterschlägt das Team 10.000.000 US-Dollar. Sie verstecken das Geld in einem Abwasserrohr, um es später zu holen und unter sich aufzuteilen. Als sie das Geld holen wollen, ist es jedoch verschwunden. Sie geraten unter Verdacht und werden mehrere Monate lang suspendiert, befragt und observiert. Jedoch findet man keine konkreten Beweise und die Suspendierungen werden wieder aufgehoben.
Nach einem erfolgreichen Training feiert das Team mit reichlich Alkohol in einer Bar. Später in der Nacht wird Pyro getötet, da jemand sein Wohnmobil auf die Gleise gefahren hat, und dieses von einem Zug gerammt wird. Die Ermittlerin der Mordkommission des Atlanta Police Departments Caroline Brentwood und ihr Partner Darius Jackson werden auf den Fall angesetzt und verhören Pyros Teamkollegen. Brentwood will auch Neck vernehmen und bittet Breacher um seine Hilfe. Gemeinsam fahren sie zu Necks Haus, wo sie ihn an die Decke genagelt und ausgeweidet finden. Brentwood erkennt an der Ausführung den Modus Operandi der Kartelle, was Breacher zu der Annahme führt, dass das Rios-Garzas-Drogenkartell bereits Jagd auf das Team und das gestohlene Geld macht.
Nachdem die DEA die Mithilfe bei der Aufklärung der Morde verweigert hat, wird Brentwood von einem Informanten ein USB-Stick zugespielt, auf dem eine Videoaufnahme der Vernehmung des Teams von Breacher durch die Ermittler der DEA bezüglich des Diebstahls aufgezeichnet ist. Wütend erkennt sie, dass Breacher ihr gegenüber nicht aufrichtig war und stellt ihn zur Rede.
Breacher und Brentwood wollen Tripod warnen, der die DEA verlassen hatte, finden ihn jedoch nur noch tot und mit Geldscheinen bedeckt. Er wurde bei einer Schießerei getötet. Einen der getöteten Angreifer kann Breacher als ehemaligen guatemaltekischen Elitesoldaten (Kaibil) identifizieren. Monster besucht später Brentwood, die immer noch misstrauisch gegenüber Breacher ist, und erklärt ihr, was zwei Jahre zuvor nach einer misslungenen Übergabe des Kartellbosses Edgar Rios an die mexikanische Bundespolizei in Juárez geschehen war: Breachers Familie wurde vom Kartell entführt. Sie zeichneten über Wochen die Folter und Morde an seiner Frau und seinem Sohn auf Video auf und schickten ihm Körperteile seiner Angehörigen und zuletzt das Band. Breacher verbrachte Monate auf der Suche nach den Mördern seiner Familie, bevor das Team ihn überzeugte, zurückzukommen. Brentwood entschuldigt sich bei Breacher, der ihr verzeiht und weitere Informationen zu ihrem Fall gibt.
Jackson folgt den Spuren des toten Kaibil zu einem Handy in einem vom Kartell überwachten Haus, das von Breacher und seinem Team überfallen wird, um die Mörder der anderen Teammitglieder zu stellen. Dort sind zwar Drogendealer und Methamphetamin, aber keine Kartell-Killer. Die Killer werden später auf dem Grund eines Flusses in der Nähe von Tripods Haus gefunden. Es stellt sich heraus, dass sie bereits vor Pyro und Neck getötet wurden. Einem der Kaibiles fehlt ein Daumen. Brentwood stellt fest, dass der Fingerabdruck zu einem Abdruck von Pyros Wohnmobil passt. Das bedeutet, dass jemand anderes die Leute vom DEA SOT tötete und den Verdacht auf das Kartell lenken will. Breacher versammelt das Team, um ihnen zu sagen, was passiert ist. Lizzy flippt aus und offenbart eine Affäre mit Sugar.
Grinder gesteht Brentwood später, dass sie das Geld gestohlen haben. Anschließend treffen sie sich mit Breacher, um zu diskutieren, was zu tun sei. In diesem Moment erschießt Lizzy mit einem Scharfschützengewehr Grinder und flieht anschließend mit Sugar. Lizzy trifft sich während der Flucht mit Monster, der ihren Reisepass im Abflusshäcksler zerstört und dafür von der wütenden Lizzy mit einem Messer erstochen wird. Brentwood und Breacher treffen auf der Suche nach Lizzy und Sugar bei Monster ein und finden ihn tot im Kühlschrank.
Bei einem vereinbarten späteren Treffen in einem Parkhaus geraten Brentwood und Breacher in eine Schießerei mit Lizzy und Sugar. Nach der Verfolgungsjagd durch die Straßen der Stadt stirbt Sugar bei einem Unfall, bei dem Lizzy schwer verletzt wird. Breacher gesteht Lizzy, dass nicht das Team das Geld hätte, sondern er. Lizzy versucht ihre Waffe zu erreichen, aber Breacher erschießt sie zuvor.
Wochen später sieht man Breacher in Mexiko, wo er mit dem gestohlenen Geld einen Polizisten besticht, um den Aufenthaltsort des Mannes zu erfahren, der seine Familie tötete. Breacher findet diesen in einer mexikanischen Bar und tötet ihn und seine Kumpane in einem heftigen Schusswechsel, bei dem er selbst verletzt wird. Nachdem er somit seine Familie gerächt hat, setzt er sich an einen Tisch, nimmt einen Schluck Whisky, zündet sich eine Zigarre an und lächelt.

## Hintergrund
Als ursprüngliche Titel des Films waren Ten und Breacher geplant.
Der Film gilt als Adaption von Agatha Christies Und dann gabs keines mehr (Original: Ten Little Niggers), dem meistverkauften Kriminalroman.
Die Dreharbeiten fanden von September 2012 bis Januar 2013 hauptsächlich in Atlanta, Georgia, Hartford und New York statt. Die Produktionsfirmen Open Road Films (II), QED International und Crave Films verfügten über ein Budget von geschätzten 35 Millionen US-Dollar.

## Synchronisation
Die deutsche Synchronisation entstand nach einem Dialogbuch von Klaus Bickert und unter der Dialogregie von Björn Schalla im Auftrag der Splendid Synchron.
| Darsteller            | Sprecher                  | Rolle                            |
| --------------------- | ------------------------- | -------------------------------- |
| Arnold Schwarzenegger | Thomas Danneberg          | John ‘Breacher’ Wharton          |
| Sam Worthington       | Alexander Doering         | James ‘Monster’ Murray           |
| Joe Manganiello       | Torben Liebrecht          | Joe ‘Grinder’ Phillips           |
| Josh Holloway         | Johannes Berenz           | Eddie ‘Neck’ Jordan              |
| Terrence Howard       | Simon Jäger               | Julius ‘Sugar’ Edmonds           |
| Max Martini           | Thomas Nero Wolff         | Tom ‘Pyro’ Roberts               |
| Mireille Enos         | Marie Bierstedt           | Lizzy Murray                     |
| Olivia Williams       | Melanie Pukaß             | Caroline                         |
| Kevin Vance           | Oliver Siebeck            | Bryce ‘Tripod’ McNeely           |
| Michael Monks         | Walter Alich              | ASAC Phelps                      |
| Paul Anthony Barreras | Abelardo Decamilli        | Brujo                            |
| Harold Perrineau      | Matthias Deutelmoser      | Darius Jackson                   |
| B.J. Winfrey          | Martin Kautz              | DEA Agent #1                     |
| Kendrick Cross        | Björn Schalla             | DEA Agent #2                     |
| Martin Donovan        | Frank Röth                | Floyd Demel                      |
| Alan Gilmer           | Olaf Reichmann            | General Counsel                  |
| DeWayne Calhoun       | Reinhard Scheunemann      | Gerichtsmediziner                |
| Maia Moss-Fife        | Maja Maneiro              | gerichtsmedizinische Assistentin |
| Catherine Dyer        | Cathlen Gawlich           | Karen                            |
| Gary Grubbs           | Bodo Wolf                 | Lou Cantrell                     |
| Travis Lee Young      | Axel Lutter               | Redneck #1                       |
| Terry Gragg           | Marco Kröger              | Redneck #2                       |
| Maurice Compte        | Sebastian Christoph Jacob | Sapo                             |
| Troy Garity           | Frank Schaff              | Spolcheck                        |
| Tim Ware              | Hans Hohlbein             | Stan Morris                      |

## Rezeption
Sabotage erhielt überwiegend negative Kritiken. Bei Rotten Tomatoes sind bei derzeit insgesamt 103 Kritiken nur 19 % der Kritiken positiv. Die durchschnittliche Bewertung liegt bei 4,3/10. Das Fazit der Seite lautet: „Der Film brüstet sich mit einer der besseren Darstellungen Schwarzeneggers nach dessen politischer Karriere, allerdings ist sie vergebens in einem Film voll zermürbender, augenscheinlich sinnloser Gewalt.“ („Sabotage boasts one of Arnold Schwarzenegger’s finer post-political performances, but it’s wasted in a movie driven by grueling violence that punishes seemingly without purpose.“) Bei Metacritic erhielt der Film bei insgesamt 31 Kritiken 41 % positive Kritiken. Auf der Website von IGN erhielt der Film dagegen eine Bewertung von 7/10 mit dem Urteil: „Der Film ist weitaus effektiver als es sein actiongeladener Trailer hat vermuten lassen; der Film ist mehr ein Mysterythriller, der Arnold Schwarzenegger und dem lässigen Ensemble die Möglichkeit gibt zu schauspielern, statt nur herumzuballern.“
Der film-dienst bezeichnete den Film als „zynische[n] Selbstjustiz-Thriller voller logischer Brüche, selbstzweckhafter Gewalt und einer unfreiwillig komischen Huldigung an seinen Hauptdarsteller Arnold Schwarzenegger“. Dieser scheitere daran, „den Film alleine zu tragen“. Weder „die bemüht coolen Sprüche noch seine beeindruckende Physis oder der harte Körpereinsatz“ könnten davon ablenken, dass er „inzwischen ein alter Mann“ sei, „der nicht schauspielern“ könne. Die Filmwebsite kino.de meinte jedoch, der Film sei „Schwarzeneggers bisher bester Comeback-Film“ und funktioniere trotz Verwirrungen und fehlender Plausibilität als „Actiondrama und Porträt einer Undercover-Einheit“, in dem das „Macho-Gehabe“ fast schon Karikatur sei. Der Film sei „düster und brutal“ sowie in den Zugriffsszenen realistisch, bevor er am Ende „ganz die Bodenhaftung verliert“.